# Refat Chubárov
Refat Abdurajmánovich Chubárov (en tártaro de Crimea: Refat Abdurahman oğlu Çubarov, Рефат Абдурахман огълу Чубаров; en ucraniano: Рефат Абдурахманович Чубаров; nacido el 22 de septiembre de 1957 en Samarcanda en la RSS de Uzbekistán de la Unión Soviética) es un político ucraniano y figura pública, actual presidente del Congreso del Pueblo Tártaro de Crimea.

## Biografía
Chubárov nació en 1957 en la Uzbekistán Soviética en la familia de tártara de Crimea que había sido deportada en 1944 por las autoridades soviéticas de su pueblo natal de Ay Seres. En 1968 a la familia Chubárov se le permitió regresar, pero no en la costa sur de Crimea, por lo que la familia se instaló en el raión de Krasnoperekopsk.
En 1983 Chubárov se graduó en el Instituto Estatal Histórico-Archivo de Moscú. Después de la graduación y hasta septiembre de 1990 trabajó en el Archivo Central del Estado de la Revolución de Octubre y la construcción socialista de la República Socialista Soviética de Letonia en Riga. Entre 1989 y 1991 Chubárov fue representante regional en el consejo de la ciudad de Riga (por la facción del Frente Popular de Letonia).
Desde octubre de 2013 se ha desempeñado como presidente del Congreso del Pueblo Tártaro de Crimea. Anteriormente, se había desempeñado como vicepresidente del Consejo Supremo de Crimea entre 1995 y 1998 y como diputado del Pueblo de Ucrania 1998 y 2007. También se ha desempeñado como Presidente del Congreso Mundial de los Tártaros de Crimea desde el año 2009.

### Crisis de Crimea
Debido al referéndum crimeo de 2014, que consultó sobre la anexión de Crimea a Rusia, Chubárov expresó su preocupación de que los tártaros de Crimea se verían amenazada como consecuencia de la toma del poder por parte de los rusos. Dijo que Crimea es parte de Ucrania y advirtió sobre un «colapso en el orden mundial» si Rusia tenía éxito en la separación de Crimea de Ucrania. El 6 de marzo el presidente del congreso tártaro crimeo anunció que los tártaros de Crimea boicotearán el referéndum, ya que lo consideran ilegítimo. Sin embargo, un líder de la comunidad tártara, Lenur Usmánov, declaró que más de la mitad de los aproximadamente 5.000 tártaros que viven en la ciudad de Sebastopol participaron en el referéndum y las autoridades de Crimea informaron que aproximadamente el 40 % de los tártaros crimeos votaron en el referéndum. El 18 de marzo se firmó en Moscú el Tratado de Anexión de Crimea y Sebastopol a Rusia.
El 4 de mayo, Natalia Poklónskaia —fiscal general crimea—, reprendió a Chubárov a través de una advertencia sobre la prohibición de «actividades extremistas». El documento fue entregado personalmente por la fiscal en el edificio del Mejlis.